# Holy Land Experience

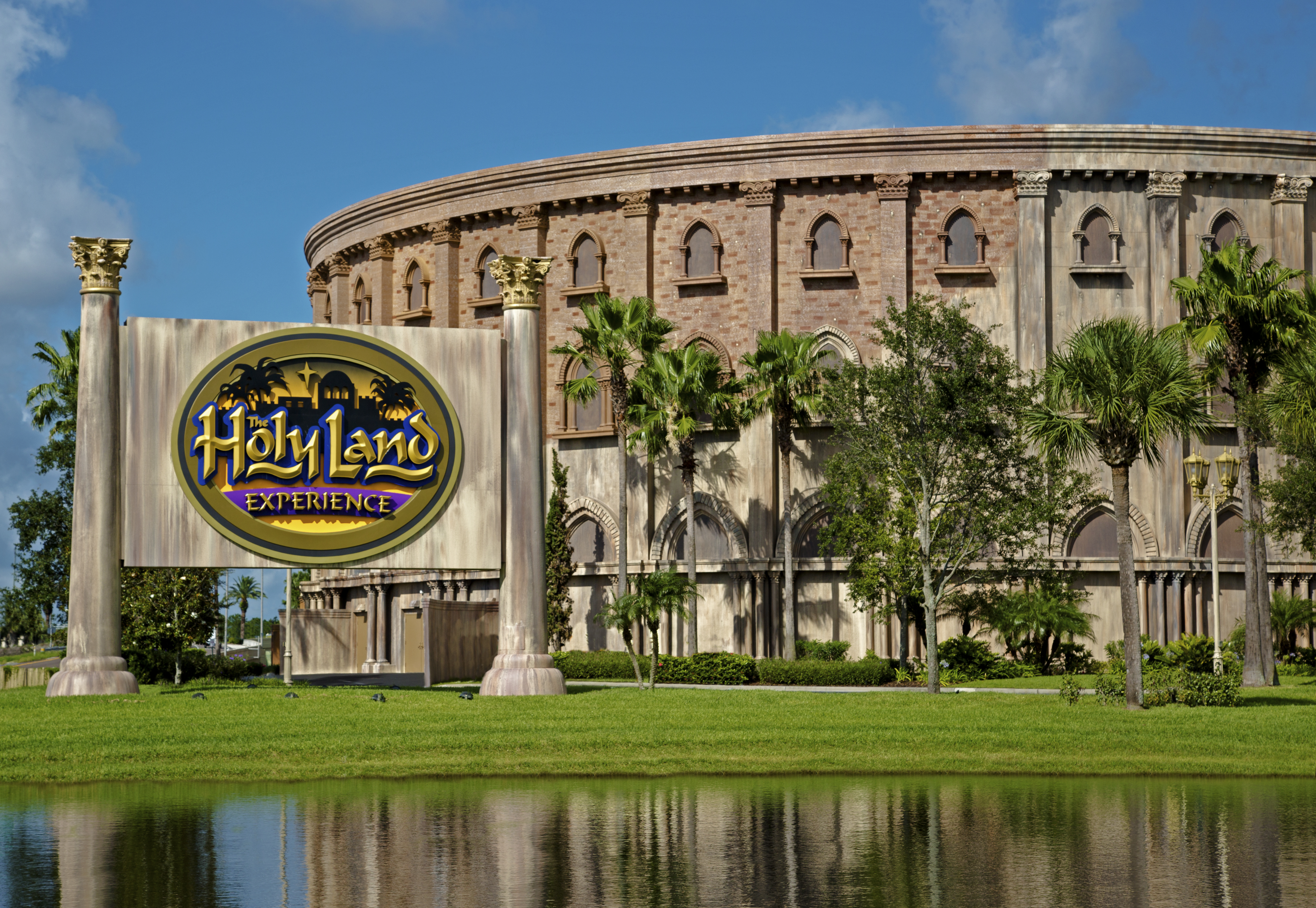
Church of All Nations

The Holy Land Experience (HLE) é um parque temático cristão em Orlando, Flórida, Estados Unidos, registrado como associação sem fins lucrativos. O HLE conduz cultos semanais de igreja e estudos da bíblia para o público em geral. O parque temático HLE recria a arquitetura e temas da antiga cidade de Jerusalém no século I d.C. The Holy Land Experience pertence à Trinity Broadcasting Network.

## História

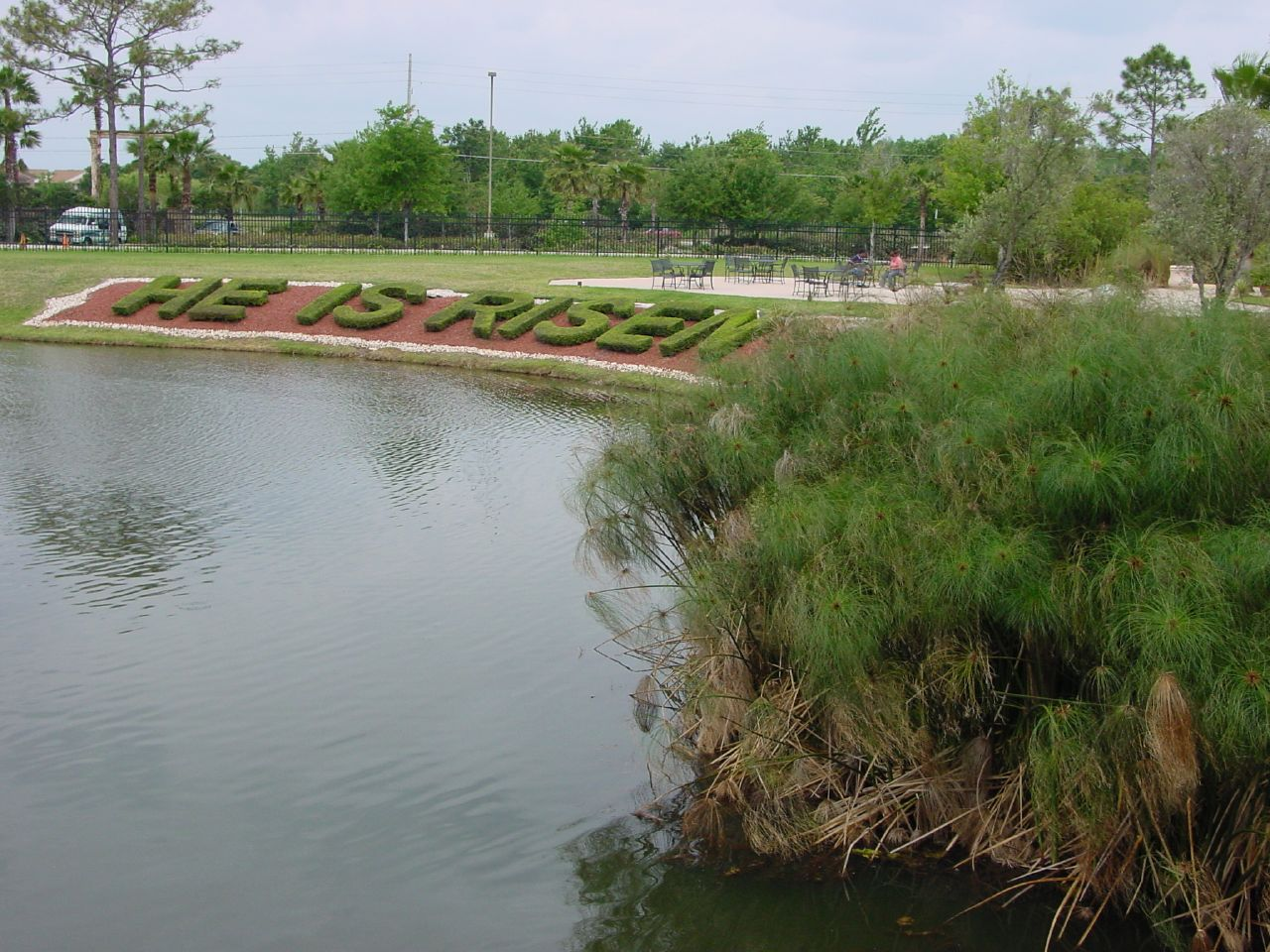
Lago no centro do parque

O parque tem sua origem no sonho de Marvin Rosenthal, um judeu de origem russa que se tornou pastor batista, fundador da organização missionária Zion's Hope, que comprou um terreno em  Orlando em 1989. O parque foi inaugurado em fevereiro de 2001.
Em 2001, o auditório Church of All Nations, com 2 mil assentos, foi inaugurado. A instalação conta com apresentações ao vivo e reencenações da paixão e crucificação de Jesus Cristo e a representação da sua ressurreição e ascensão ao céu. As cenas ao vivo do programa de Tv da TBN Praise the Lord também são gravadas nesse estúdio, além de concertos e cultos da igreja.
Em 17 de agosto de 2002, o museu Holy Land Experience Scriptorium foi aberto. Ele conta com a Coleção Van Kampen de artefatos bíblicos. A coleção inclui pergaminhos antigos, manuscritos e as primeiras edições da Bíblia. A coleção é a quarta maior do tipo. A Coleção Van Kampen foi fundada em 1986 por Robert e Judith Van Kpen. Em 1994, Robert Van Kampen estabeleceu uma biblioteca de pesquisa financiada pela iniciativa privada com o propósito de apresentar a coleção para a comunidade acadêmica bem como para o público em geral. The Scriptorium: Centro de Antiguidades Cristãs, localizado em Grand Haven, MI, abrigava a coleção. Em 2002, a coleção foi realocada em Orlando, onde ficou a cargo da the Holy Land Experience.
Em junho de 2007, o Conselho de Diretores da Holy Land Experience vendeu a propriedade para a Trinity Broadcasting Network (TBN), por cerca de $ 37 milhões. A propriedade possuía uma dívida de cerca de $ 8 milhões na época da venda. Na época, a TBM planejava atualizar o parque e usar a propriedade para construir instalações de transmissão Flórida Central e um estúdio de cinema a fim de produzir filmes cristãos.
Em 21 de agosto de 2007, o ex-presidente e membro do conselho Tom Powell pediu demissão de seu cargo para buscar "novos desafios". Quatro pessoas permaneceram no conselho do parque: Paul Crouch Sr., Jan Crouch, Paul Crouch Jr., e Matthew Crouch. Entre 50 e 100 empregados perderam seus empregos quando eles foram cortados da folha de pagamento em outubro de 2007. Jan Crouch é o diretor e CEO.
Sob a propriedade da TBN, a The Holy Land Experience passou por construções e adição de novas paisagens, exibições, restaurantes e teatros que apresentam música ao vivo e produções teatrais. O parque também introduziu estudos semanas da bíblia, cultos de igreja e demonstrações ao vivo de culinária. A The Smile of a Child Adventure Land foi adicionada às mostras do parque. Este parque para crianças apresenta mostras e atividades para os mais novos, como paredes de escaladas, lojas de brinquedos, teatros infantis e centros de artesanato.

### Missão
A HLE é um parque temático e igreja cristão não confessional. Os cultos de igreja e estudos da bíblia são conduzidos por pastores ordenados para o público em geral semanalmente. A HLE é registrada como uma corporação sem fins lucrativos na Divisão de Corporações do Departamento de Estado da Flórida.

## Atrações

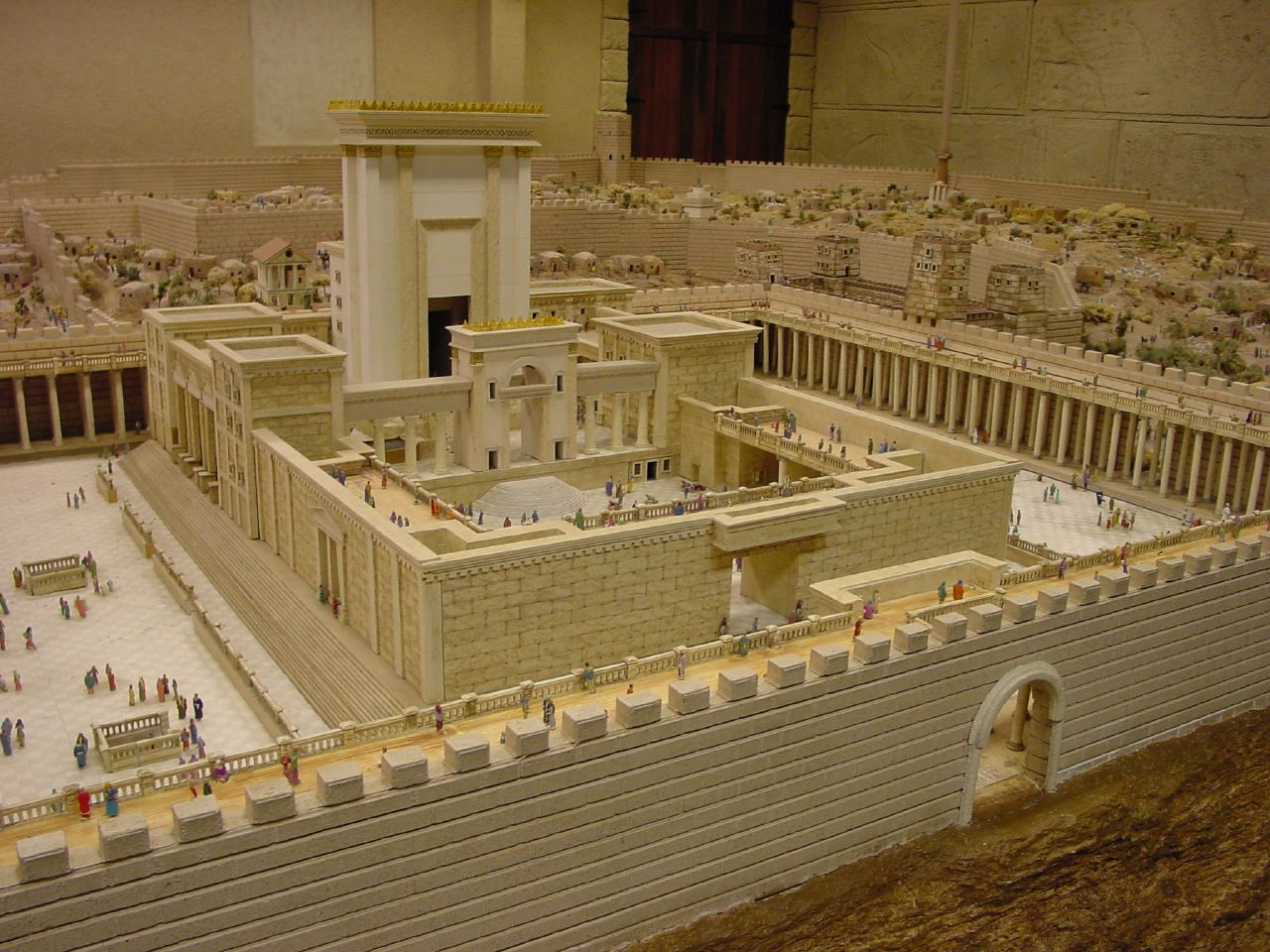
Modelo de jerusalém

Há aproximadamente 40 atrações no parque.
- Entrada principal/Portão da cidade: Um arco de pedra modelado inspirando-se no Portão de Damasco e Portão de Jaffa de Jerusalém.
- Mercado de Rua de Jerusalém: Um mercado do oriente médio, com um poço, e comerciantes de rua que interagem com os visitantes.
- Wilderness Tabernáculo: Um Alto Sacerdote descreve a fé no antigo Israel, culminando na Arca da Aliança.
- Church of All Nations Prayer Garden: Baseado na Igreja de Todas as Nações construído em 1924 pela Igreja Católica no Monte das Oliveiras em Jerusalém. A tradicional igreja retrata uma seção de pedras onde Jesus teria orado antes de ser capturado.
- Cavernas de Qumran do Mar Morto: Réplica das cavernas do deserto onde os Manuscritos do Mar Morto foram descobertos.
- A Vila Judia: Um palco ao ar livre para dramas e musicais.
- Calvary’s Garden Tomb: Uma réplica do Garden Tomb onde o corpo de Jesus foi colocado.
- Oasis Palms Café: Um café com uma atmosfera do Oriente Médio.
- Temple Plaza: Um templo branco e dourado de seis andares, que era o centro da vida religiosa de Jerusalém, serve como um pano de fundo para o Temple Praza. Ele abriga musicais ao vivo, apresentações e eventos.
- Comunhão da Última Ceia: Os visitantes podem participar da última ceia com Jesus e seus discípulos.
- Jerusalem Model 66 A.D.: O maior modelo coberto de Jerusalém. Apresentações explicam os marcos da cidade e os dias finais de Cristo.
- Shofar Auditorium: Um local para dramas, musicais e apresentações.
- The Scriptorium: Uma apresentação da história da Bíblia, incluindo artefatos autênticos antigos de vários lugares do mundo.
- Living Word Prayer Garden: Jardins para descansar, refletir e orar.
- Crystal Living Waters: Uma apresentação de águas.
- The Jesus Boat: Réplica de um barco encontrado no Mar da Galileia que data da época de Cristo.

### Antigas atrações

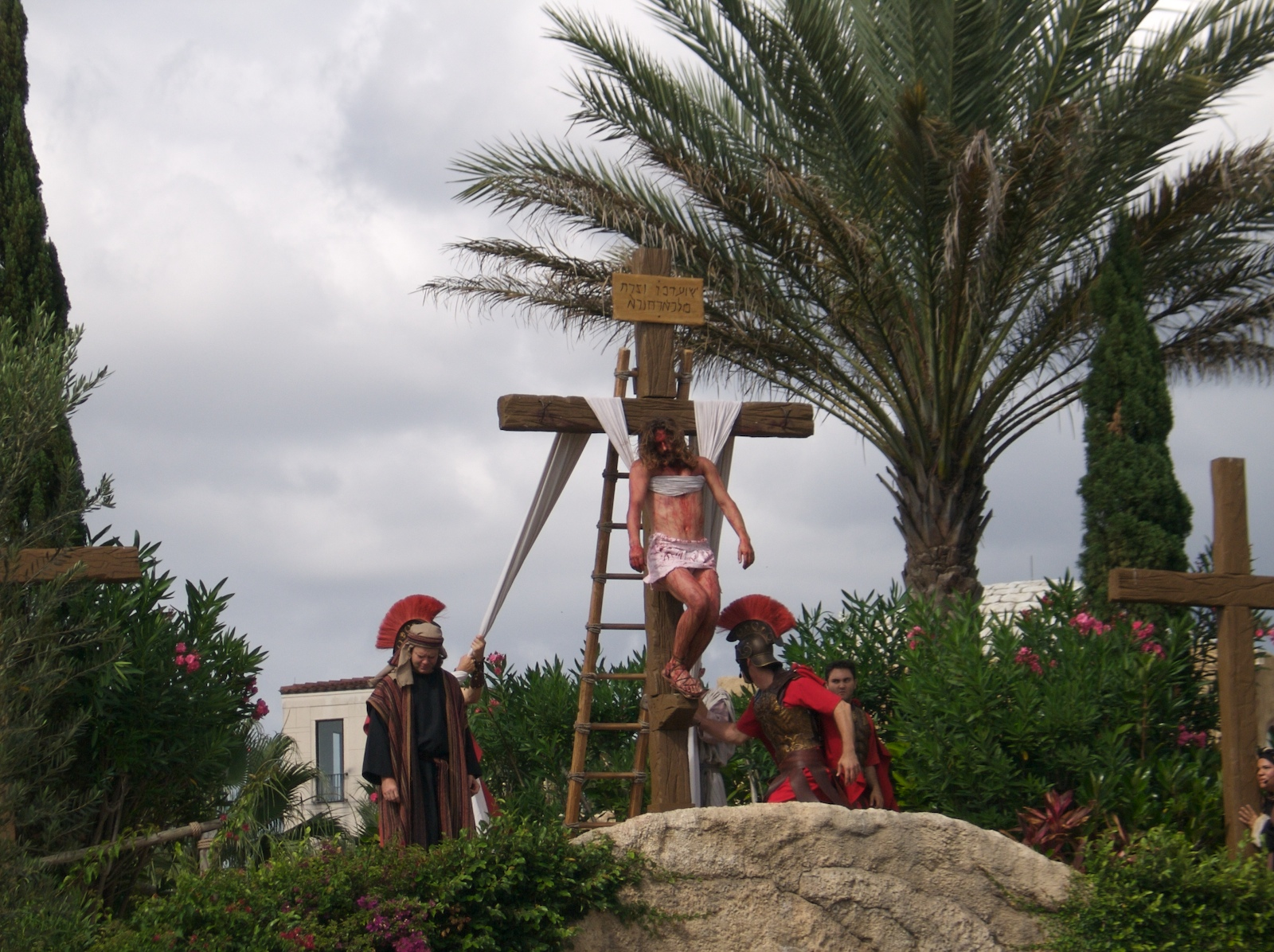
Reencenação da crucificação

Até 2020, o parque contava com loja de souvenirs, restaurantes e oferecia apresentações teatrais.

## Controvérsias
Em 2001, a Liga de Defesa Judaica acusou o parque de proselitizar judeus porque o proprietário do Parque Esperança de Zion era uma organização. O fundador Marvin Rosenthal refutou categoricamente essa acusação.
Em 2001, Orange County negou o pedido de isenção de impostos do parque. Em 2005, um juiz decidiu a favor do parque por causa de sua missão de divulgar a palavra de Deus, que não tem fins lucrativos e que, portanto, permite que ele se beneficie de uma isenção de impostos. Orange County largou a discussão depois de os legisladores aprovarem uma lei em 2006 concedendo uma isenção tributária para parques temáticos que mostrem, exibam, ilustrem ou interpretem manuscritos bíblicos. Isto seria semelhante à isenção tributária para museus que apresentem informações históricas sobre outros assuntos. A lei evitou que o Condado de Orange coletasse os impostos bem como perddou $ 300 000 em impostos anuais de propriedade. A lei exige que o parque ofereça um dia de entrada livre por ano.